# Ulrich Kampa
Ulrich Kampa (* 1957) ist ein ehemaliger deutscher Volleyballspieler.
Ulrich Kampa spielte in den 1970er Jahren beim Bundesligisten USC Münster, wo er 1976 den DVV-Pokal gewann. 1978 wechselte er zum westfälischen Ligakonkurrenten VBC Paderborn, mit dem er dreimal deutscher Vizemeister und 1981 erneut Deutscher Pokalsieger wurde. 1982 beendete Ulrich Kampa seine aktive Karriere.
Ulrich Kampa war 100-facher deutscher Nationalspieler. Bis Anfang 2021 war Ulrich Kampa Arzt leitender Oberarzt in der Klinik für Anästhesie und Intensivmedizin am evang. Krankenhaus in Hattingen und ist seit 2013 Professor an der praxisHochschule Köln im Studiengang Clinical Nutrition. In seiner Rente engagiert er sich im Vorstand des ambulanten Hospizdienstes Witten-Hattingen ehrenamtlich. Er ist verheiratet und hat eine Tochter und zwei Söhne, David und Lukas, die auch beide erfolgreich Volleyball spielen.